# Riverside Church
De Riverside Church ofwel kortweg Riverside is een grote neogotische protestantse kerk in de stad New York.
De kerk is gelegen in de buurt Morningside Heights, in het noordwesten van Manhattan, tussen de Upper West Side en Harlem. Riverside Church bevindt zich in de omgeving van Columbia University en Riverside Park. Het park en de kerk werden genoemd naar hun locatie, aan de linkeroever van de rivier Hudson.
Riverside Church werd tussen 1927 en 1930 gebouwd in opdracht van magnaat John D. Rockefeller jr. en pastor Harry Emerson Fosdick. In de kerk is een interconfessionele dienst van baptisten (American Baptist Churches) en de protestantse United Church of Christ.
Met zijn hoogte van 119,5 m heeft Riverside Church de hoogste kerktoren van de Verenigde Staten.

## Geschiedenis
De kerk is sinds de inzegening een centrum geweest van internationaal en nationaal activisme. Martin Luther King, Jr. liet hier zijn oppositie tegen de Vietnamoorlog horen op 4 april 1967. Secretaris-generaal van de Verenigde Naties Kofi Annan nam hier het woord na de aanslagen op 11 september 2001. Bill Clinton sprak in de kerk op 29 augustus 2004. Doorheen de jaren betraden César Chávez, Jesse Jackson, Desmond Tutu, Fidel Castro, Arundhati Roy, Nelson Mandela, Paul Tillich, Reinhold Niebuhr en Dietrich Bonhoeffer het spreekgestoelte.